# اعتیاد جنسی اینترنتی
اعتیاد جنسی اینترنتی  (به انگلیسی: Internet sex addiction)، همچنین شناخته‌شده با نام اعتیاد جنسی سایبری (به انگلیسی: Cybersex addiction)، به عنوان نوعی از اعتیاد جنسی معرفی شده است که از راه فعالیت‌های جنسی مَجازی اینترنتی، می‌تواند موجب نتایج منفی وخیمی بر روی شرایط فیزیکی، ذهنی، اجتماعی یا اقتصادی فرد گردد. این موضوع همچنین ممکن است به عنوان زیرمجموعه‌ای از اعتیاد به اینترنت (استفاده نابجا از اینترنت) در نظر گرفته شود. نمودهای اعتیاد جنسی اینترنتی شامل رفتارهای مختلفی می‌گردد: خواندن داستان‌های برانگیخته‌کننده جنسی، مشاهده و دانلود فیلم‌های پورنوگرافی، فعالیت‌های آنلاین جنسی در اتاق‌های گفتگو، روابط مجازی جنسی، خودارضایی در هنگام انجام فعالیت‌های آنلاین برای برانگیختگی جنسی، جستجو برای یافتن شرکای مجازی جنسی و جستجوی اطلاعات درباره فعالیت‌های جنسی.